# 伏見町 (岐阜県)
伏見町（ふしみちょう）は、かつて岐阜県可児郡にあった町である。江戸時代、中山道伏見宿が開設され、賑わったという。
現在、伏見町の大部分は可児郡御嵩町の西部（伏見・比衣・上恵土）になっているが、一部は可児市の東部（中恵土）となっている。

## 歴史
- 1694年（元禄7年） - 中山道土田宿が廃止され、伏見宿が開設される。
- 江戸時代末期、この地域は美濃国可児郡に属し、尾張藩領（伏見村・比衣村）、天領（新村・本郷村・上野村・前波村）であった。
- 1889年（明治22年）7月1日 - 町村制施行により、可児郡伏見村・比衣村・上恵土村の区域を以て伏見村が成立。
- 1949年（昭和24年）4月1日 - 町制施行し、伏見町になる。
- 1955年（昭和30年）
  - 2月1日 - 可児郡御嵩町・中町・上之郷村と合併し、御嵩町が発足。同日伏見町廃止。
  - 4月1日 - 旧・伏見町の一部（大字中恵土）を可児町へ編入。

## 学校
- 伏見町立伏見小学校 （現・御嵩町立伏見小学校）
- 伏見町兼山町中学校組合立共和中学校 （現・可児市御嵩町中学校組合立共和中学校）
- 岐阜県立東濃高等学校伏見校舎 （現・岐阜県立東濃実業高等学校）

## 交通
- 名古屋鉄道
  - 広見線：前波駅
- 八百津線
  - 東伏見駅

可児町（現・可児市）に位置した伏見口駅（現・明智駅）が当町の玄関口となっていた。

## 観光など
- 伏見宿
- 子守神社（中恵戸）
- 白山神社（伏見）
- 日吉神社（比衣）
- 伏見稲荷
- 山田横穴古墳